# Miles Evans (beachvolleyballer)
Miles Evans (Santa Barbara, 12 november 1989) is een Amerikaanse beachvolleybalspeler. Hij nam eenmaal deel aan de Olympische Spelen.

## Carrière
Evans volleybalde twee jaar voor het universiteitsteam van de Universiteit van Californië - Santa Barbara, voordat hij zich op zijn beachvolleybalcarrière richtte. Hij debuteerde in 2014 in de AVP Tour en speelde de jaren daarna met verschillende partners op enkele toernooien in de Amerikaanse en Noord-Amerikaanse competities. In 2015 deed hij met Ian Satterfield mee aan de Pan-Amerikaanse Spelen in Toronto, waar ze als elfde eindigden. Van 2017 tot en met 2019 speelde Evans met Billy Kolinkse in de FIVB World Tour. Ze namen deel aan 24 toernooien en eindigden tweemaal op het podium: tweede in Aalsmeer en derde in Sydney. Met Ryan Doherty behaalde hij in 2019 in de AVP Tour een tweede plaats in Hermosa Beach en in de World Tour een vijfde plaats in Qinzhou. Het jaar daarop speelde Evans in de Amerikaanse competitie drie wedstrijden met de Braziliaan Ricardo Santos. In 2021 won hij met Troy Field medailles bij twee kleine toernooien in het mondiale circuit: zilver in Cervia en goud in Nijmegen. Het jaar daarop kwam Evans met verschillende partners in actie. In de Beach Pro Tour – de opvolger van de World Tour – deed hij dat seizoen mee aan zeven toernooien. Met Andy Benesh en Logan Webber won hij een zilveren medaille bij de Future-toernooien van Songkhla en Rhodos en met Paul Lotman eindigde hij als vierde bij het Elite16-toernooi van Torquay. In de AVP Tour nam hij deel aan acht toernooien. Met Benesh boekte hij in Denver zijn eerste toernooizege in Amerikaanse competitie en won hij brons in Manhattan Beach.
Sinds 2023 vormt Evans een team met Chase Budinger. Internationaal waren ze het eerste jaar actief op dertien toernooien. Ze kwamen daarbij tot een overwinning in Haikou, een tweede plaats in Saquarema, een derde plaats in Chiang Mai en een vijfde plaats in Nuvali. Bij de wereldkampioenschappen in Tlaxcala verloren ze in de zestiende finale van het Zweedse tweetal David Åhman en Jonatan Hellvig. In eigen land deed het duo mee aan zes toernooien met twee tweede plaatsen (Miami en Atlanta), een derde plaats (Chicago) en drie vijfde plaatsen (Huntington Beach, Hermosa Beach en Manhattan Beach) als resultaat. Het seizoen daarop namen Evans en Budinger deel aan elf toernooien in de Beach Pro Tour. Ze behaalden daarbij twee vierde plaatsen (Recife en Xiamen) en vier vijfde plaatsen (Saquarema, Brasilia, Espinho en Stare Jabłonki). Het duo plaatste zich via de olympische ranglijst als tweede Amerikaanse team voor de Olympische Spelen in Parijs. Daar bereikten ze via de tussenronde de achtste finale die verloren werd van de Noren Anders Mol en Christian Sørum. In de AVP Tour wonnen ze twee bronzen medailles in Manhattan Beach en Chicago. In 2025 bereikte het duo de kwartfinales van de Challenge-toernooien van Xiamen en Alanya.

## Palmares
Kampioenschappen
- 2024: 9e OS

FIVB World Tour
- 2017:  1* Aalsmeer
- 2017:  2* Sydney
- 2021:  1* Cervia
- 2021:  1* Nijmegen

Beach Pro Tour
- 2022:  Songkhla Future
- 2022:  Rhodos Future
- 2023:  Saquarema Challenge
- 2023:  Haikou Challenge
- 2023:  Chiang Mai Challenge